# Yakushi-ji
Yakushi-ji (jap. 薬師寺) – świątynia buddyjska szkoły Hossō, znajdująca się w mieście Nara, w Japonii.

## Historia
Założona przez cesarza Tenmu (631–686) w 680 roku w intencji ozdrowienia swojej żony, późniejszej cesarzowej-władczyni Jitō (645–703). Najstarszym zachowanym zabytkiem jest Wschodnia Pagoda z 730 roku, pozostałe budynki datowane są na XIII wiek lub są późniejszymi rekonstrukcjami.

## Architektura
Ważniejsze budynki kompleksu świątynnego to:
- Wschodnia Pagoda z 730 roku;
- Kondō (Główny Pawilon), odrestaurowana w 1976 roku, wewnątrz posągi Yakushi Nyorai – Budda uzdrawiający z bodhisattwami słońca i księżyca po bokach;
- Tōin-dō (Wschodni Pawilon);
- Kōdō (Pawilon Wykładowy), wewnątrz posągi Buddy Maitreja również otoczonego dwoma bodhisattwami[2].

## Galeria

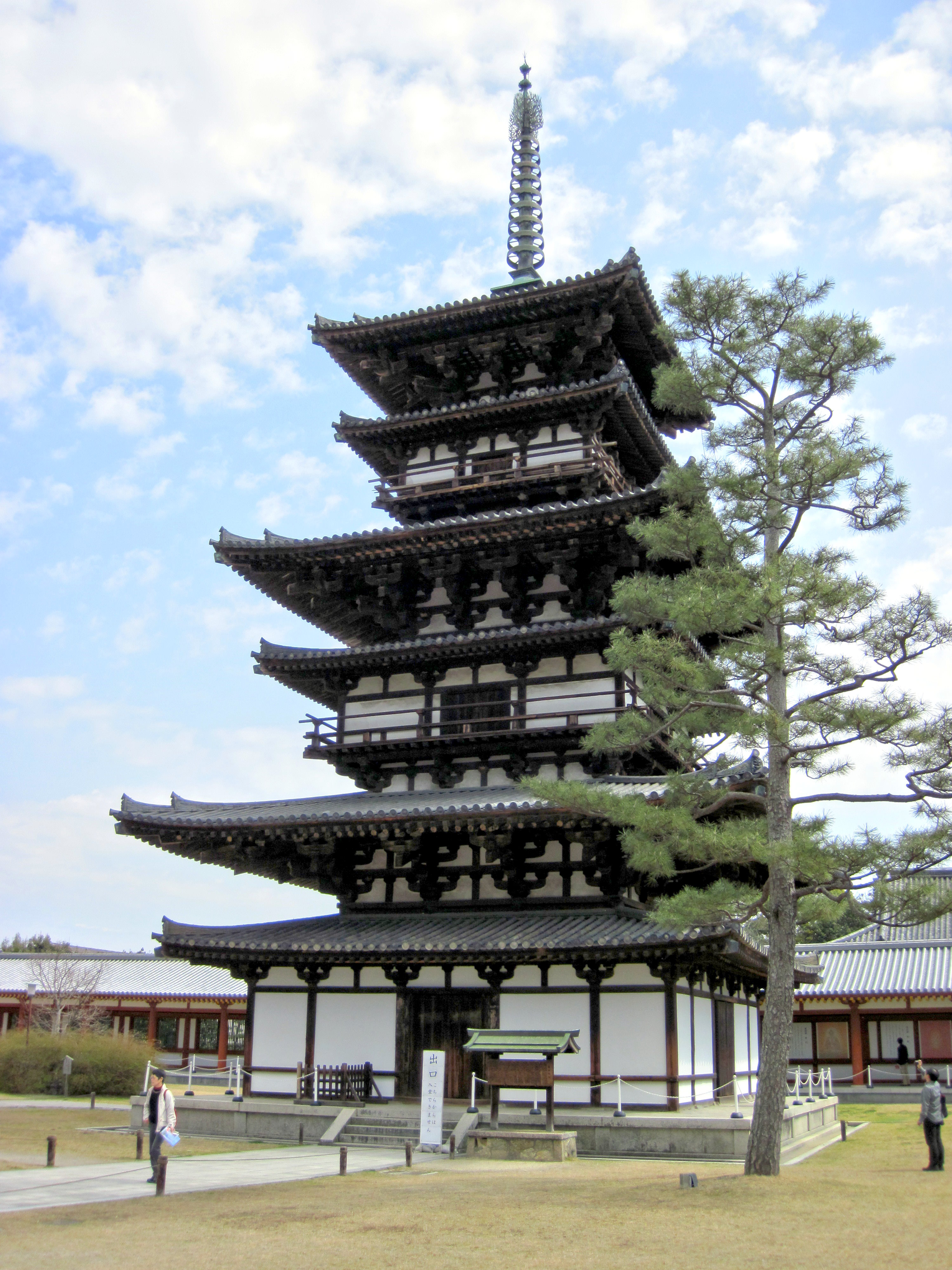
Wschodnia Pagoda
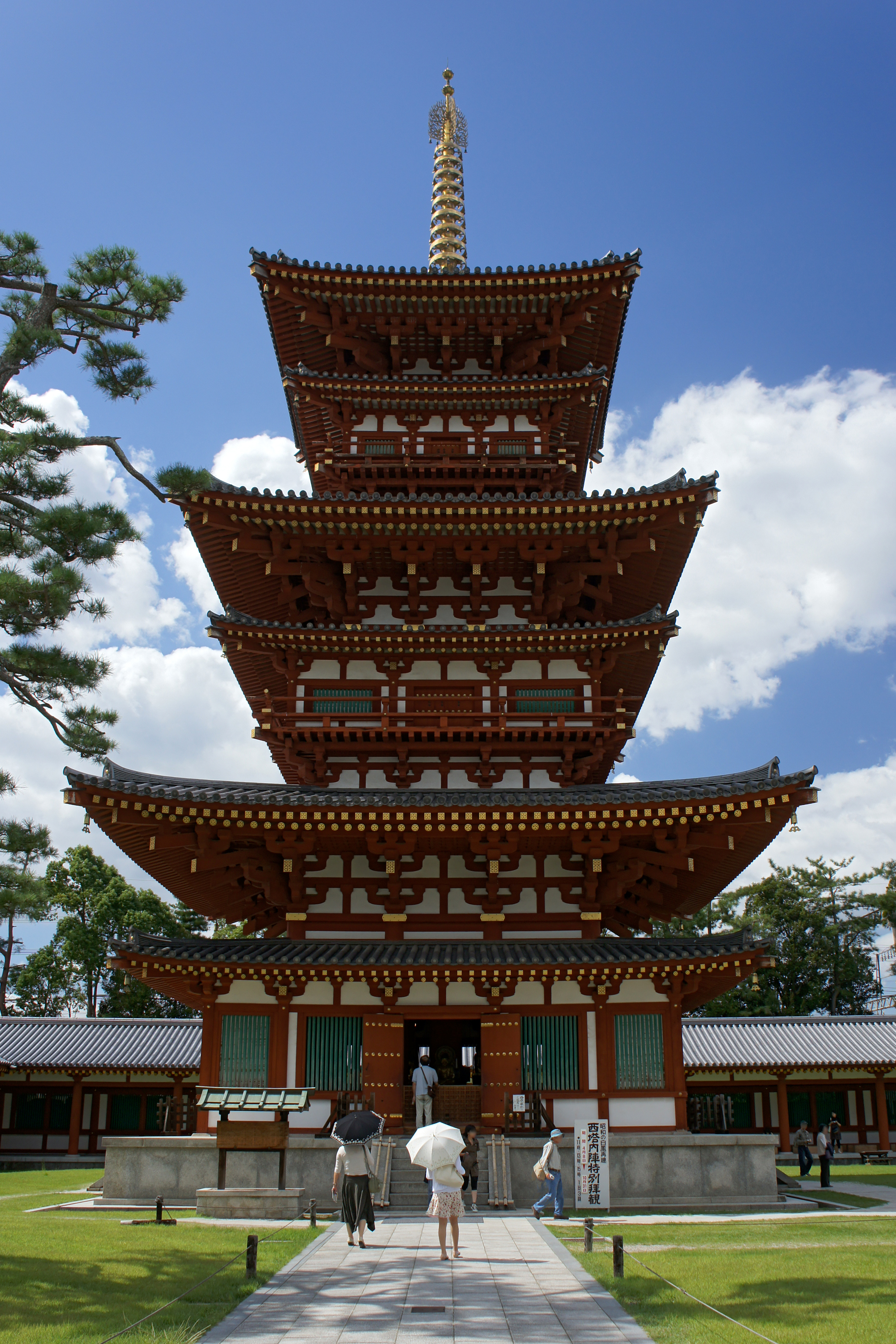
Zachodnia Pagoda
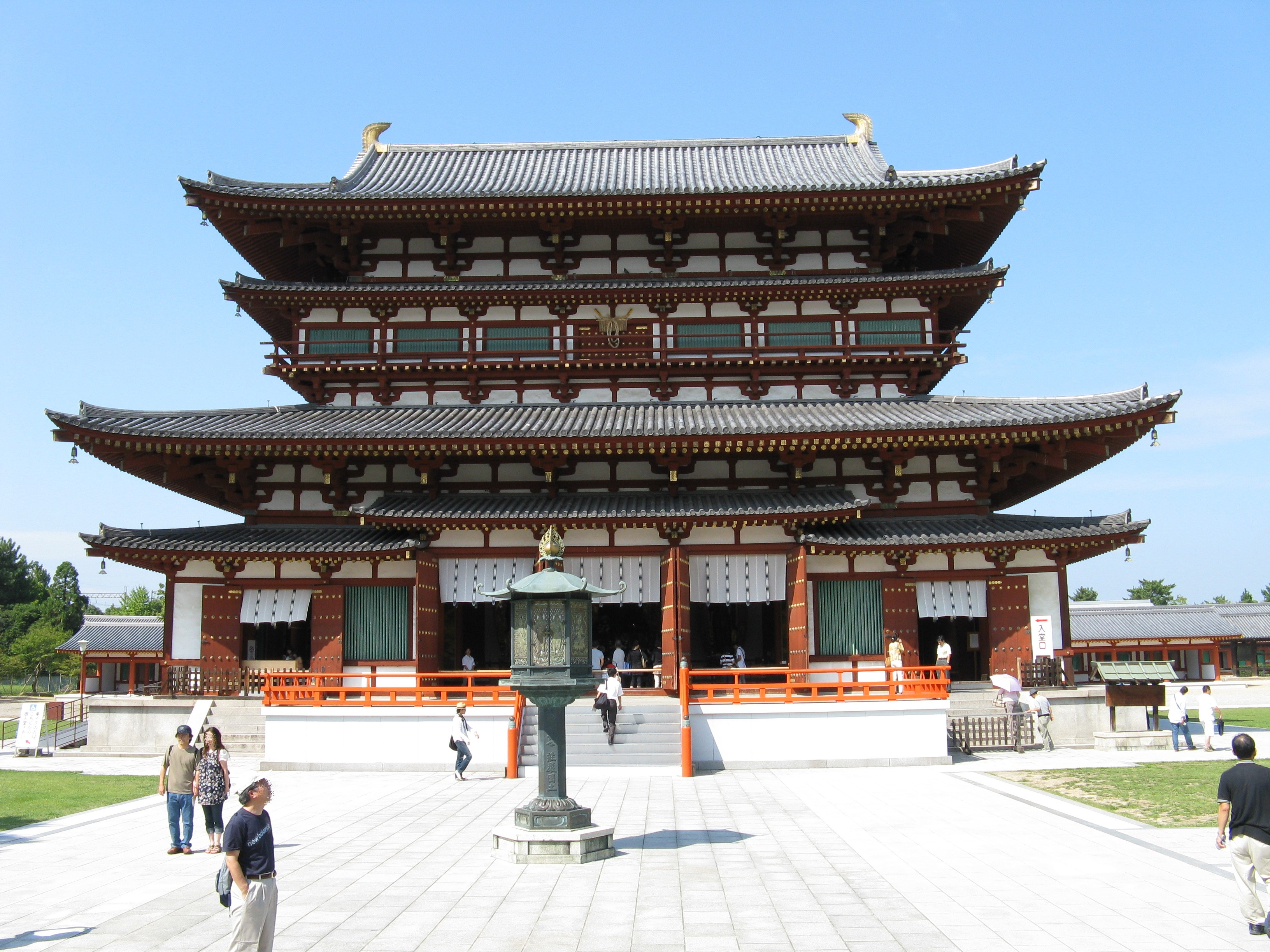
Kondō – Główny Pawilon
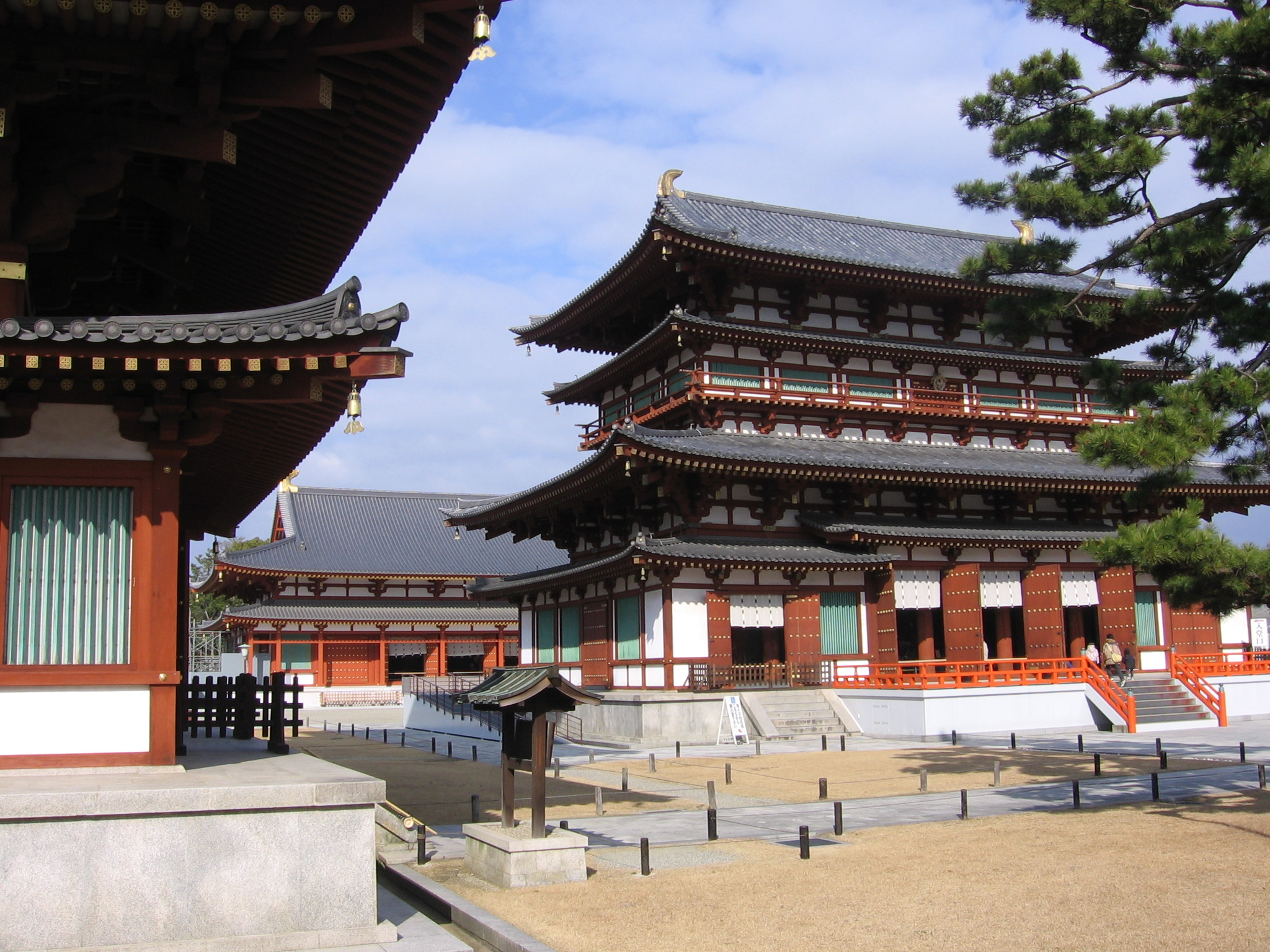
Wewnętrzny dziedziniec
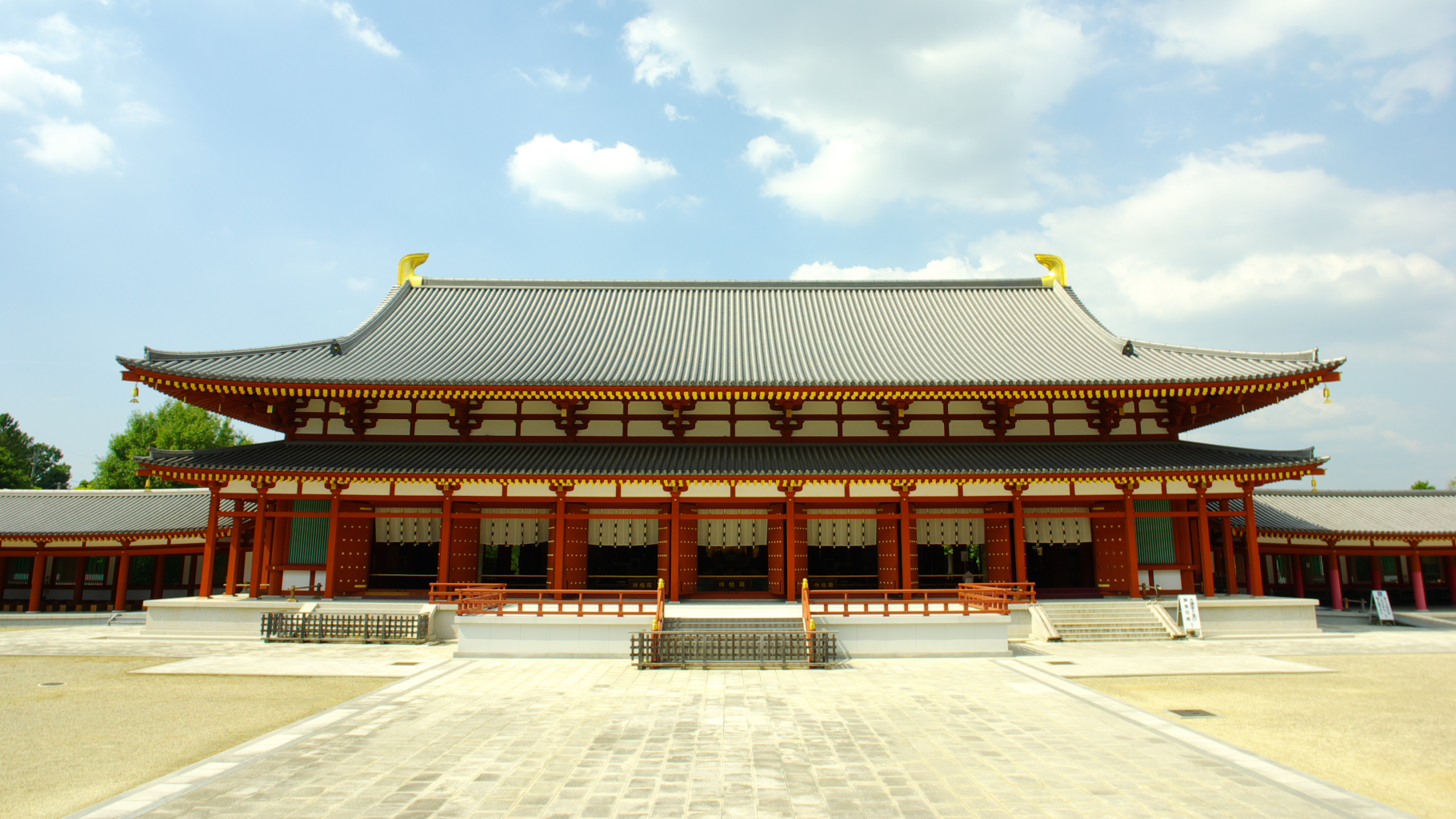
Kōdō – Pawilon Wykładowy